# Sergueï Khoudiakov
Sergueï Alexandrovitch Khoudiakov (en russe : Серге́й Алекса́ндрович Худяко́в; en arménien : Սերգեյ Ալեքսանդրի Խուդյակով), de son vrai nom Armenak Artem Khanferiants (arménien : Արմենակ Արտեմ Խանֆերյանց), né le 7 janvier 1902 à Mets Taghlar (Empire russe) et mort le 18 avril 1950 à Moscou (URSS), est un maréchal de l'aviation arméno-soviétique, actif notamment durant la Seconde Guerre mondiale.

## Biographie
Armenak Artem Khanferiants naît en 1902 dans une famille arménienne du village de Mets Taghlar, dans le gouvernement d'Elisavetpol de l'Empire russe (aujourd'hui en Azerbaïdjan), avant de déménager à Bakou, la capitale du gouvernement de Bakou à l'est (également en Azerbaïdjan actuel), pour travailler dans les champs pétrolifères. Ayant rejoint les bolcheviks, il joue un rôle dans l'organisation des Gardes rouges de Bakou en avril 1918. 
Alors qu'il est à Astrakhan, dans le sud de la Russie, il manque de se noyer : il est sauvé de justesse par son ami Sergueï Alexandrovitch Khoudiakov. Après la mort de celui-ci pendant la guerre civile russe, Khanferiants adopte son nom en son souvenir. En 1929, il s'inscrit à l'école de cavalerie de Tiflis, en République socialiste soviétique de Géorgie. Entre 1931 et 1936, il s'inscrit à l'Académie des ingénieurs de l'Armée de l'air Joukovski à Moscou, en Russie. À la fin des années 1930, il est promu très rapidement, atteignant le statut de chef d'état-major de l'armée de l'air soviétique au moment où les Allemands envahissent l'Union soviétique, avec le commandement personnel de la 1re armée de l'air. 
En février 1945, il est conseiller militaire de Joseph Staline lors de la conférence de Yalta. En tant que commandant de la 12e armée de l'air soviétique, il participe à l'invasion du nord-est de la Chine occupé par les Japonais (Mandchoukouo). 
Sergueï Khoudiakov est arrêté en décembre 1945 : il est accusé d'espionnage pour le compte des Britanniques. Il est reconnu coupable et exécuté en avril 1950. Enterré au cimetière du monastère de Donskoï à Moscou, Khoudiakov est réhabilité en 1954, après la mort de Staline.

## Postérité

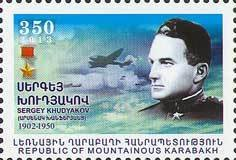
Timbre à l'effigie de Khoudiakov imprimé en 2013 dans le Haut-Karabakh.

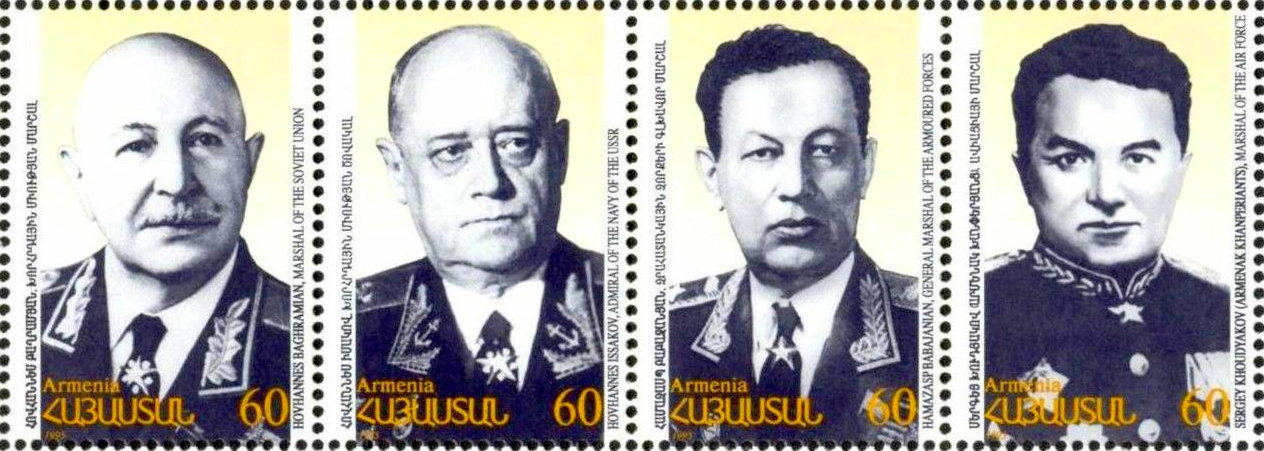
Timbres en l'honneur des héros arméniens de la Seconde Guerre mondiale :
Bagramian, Issakov, Babadjanian, Khoudiakov

De nombreux livres et monographies ont été écrits sur Khoudiakov et de nombreuses rues et avenues de l'ex-Union soviétique portent son nom.
Un musée Khoudiakov a été créé dans son village natal de Mets Taghlar, dans le Haut-Karabakh. Depuis le 1er avril 2005, un institut de l'armée de l'air arménienne porte son nom. Le 9 mai 2010, le petit-fils de Khoudiakov, le lieutenant-colonel Vardan Khanferiants, dirige une colonne de soldats arméniens lors du défilé du Jour de la Victoire 2010 sur la place Rouge en l'honneur du 65e anniversaire de la victoire de la Seconde Guerre mondiale. Son autre petit-fils travaille maintenant au ministère russe des Affaires étrangères.